# Butorówka
Butorówka (813 m) – szczyt w miejscowości Glinka w województwie śląskim, w powiecie żywieckim, w gminie Ujsoły. Należy do Grupy Oszusa w Beskid Żywiecko-Kisuckim. Znajduje się na północno-zachodnim grzbiecie Żebrakówki zwanej też Smerekowem Małym. Grzbiet ten oddziela doliny potoków Smerekówka Wielka i Smerekówka Mała. Nazwę Butorówka nosi również przysiółek wsi Glinka znajdujący się na tym grzbiecie.
Butorówka jest częściowo porośnięta lasem, część zaś jej stoków zajmują pola i zabudowania przysiółka Butorówka.